# Ящерица Ростомбекова
Ящерица Ростомбекова (лат. Darevskia rostombekovi) — вид ящериц из семейства настоящих ящериц. Название дано в честь грузинского биолога В. Н. Ростомбекова.
Длина туловища до 5,6 см и в 2 раза длиннее с хвостом. Голова заметно сжата. Чешуя туловища гладкая. Окраска верха коричнево-бежево-желтоватого или светло-коричневого цвета. Спинная полоса образована сосредоточенными вдоль хребта неправильной формы пятнышками, образующими иногда выразительный сетчатый узор. Боковые полосы образованы более или менее выраженными тёмными кругами с беловатыми (голубыми на уровне передних лап) «глазками». Встречаются особи, рисунок на туловище у которых едва намечен. Брюхо, низ головы и горло зелёно-жёлтой окраски. На голове сверху имеются мелкие тёмные пятнышки.
Встречается на сухих и умеренно сухих скалах и выходах осадочных горных пород с редкой растительностью, в лесной зоне на высотах 600—1700 метров над уровнем моря. Питается насекомыми и мелкими беспозвоночными.
Яйцекладущая ящерица. Размножается без участия самцов (партеногенез). Кладка 2—4 яиц размером 8×13 мм происходит в конце июня — начале июля. Через 55 дней появляются молодые ящерицы длиной 2,2—2,3 см.
Вид распространён в северной Армении и западном Азербайджане.